# Siparuna velutina
Siparuna velutina là một loài thực vật có hoa trong họ Siparunaceae. Loài này được (C. Presl) Moldenke miêu tả khoa học đầu tiên năm 1937.